# NGC 2900
NGC 2900 é uma galáxia espiral barrada (SBc) localizada na direcção da constelação de Hydra. Possui uma declinação de +04° 08' 37" e uma ascensão recta de 9 horas, 30 minutos e 15,0 segundos.
A galáxia NGC 2900 foi descoberta em 10 de Março de 1886 por Lewis A. Swift.